# Robert Glenister
Robert Glenister, född 11 mars 1960 i Watford, Hertfordshire, England, är en brittisk skådespelare.
Robert Glenister är son till regissören John Glenister och bror till skådespelaren Philip Glenister. Han har tidigare främst varit verksam inom engelsk teater, men har även gjort en mängd framgångsrika roller i kända serier på brittisk TV genom åren, bland annat i Only Fools and Horses, Doctor Who och Ett fall för Frost. Glenister uppmärksammades för sin starka insats som misstänkt pedofil i I mördarens spår - Ett barn försvinner (Prime Suspect 4: The Lost Child) 1995 mot Helen Mirren. Han är emellertid mest känd för sin roll som Ash Morgan i den populära brittiska TV-serien Svindlarna (Hustle) (2004–), som hittills spelats in i sju säsonger.
Glenister var tidigare gift med skådespelerskan Amanda Redman med vilken han har dottern Emily, född 1987.

## Filmografi i urval
- 1990 – Pengar i potten (TV-serie)
- 1995 – Övertalning
- 2001 – Just Visiting
- 2001–2003 – Ett fall för Frost (TV-serie)
- 2003 – Hitler - Ondskans natur (miniserie)
- 2004–2012 – Hustle (TV-serie)
- 2006–2010 – Spooks (TV-serie)
- 2016 – Paranoid (TV-serie)
- 2022 – Sherwood (TV-serie)